# 레우키포스
레우키포스(Λεύκιππος, 기원전 440년 무렵)는 고대 그리스의 철학자로 원자론자(原子論者)이다. 엘레아 출신 또는 아브데라 혹은 밀레토스라 하여 일정하지 않으며, 생애도 잘 알려져 있지 않다. 그리고 제논에게서 배웠다는 말도 있고 데모크리토스를 가르쳤다는 설도 있다. 생성(生成)도 소멸(消滅)도 부정하지 않으며, 참으로 존재하는 것이 무수히 많다는 점도 인정하고 있다. 말하자면 지각(知覺)과 일치한다고 말하였으며, 현상(現像)은 그것에 적응하여 인정하였다. 운동을 인정하고, 그 귀결점을 충실한 것과 공허한 것으로 돌렸다. 충실이란 원자를 가리키며, 있는 것은 오로지 충실한 것이다. 그 수는 한 개가 아니고 무한(無限)인데 그 뭉쳐 있는 것이 작기 때문에 보이지 않을 따름이다. 그러나 이 원자나 운동도 공허가 없으면 있을 수가 없다. 이것이 초기 원자론이다. 그 후계자는 데모크리토스로서, 원자를 그리스어로 아토몬(Atomon)이라 하였는데 원래는 '불가분(不可分)'이란 의미이다.